# Підгорний (Воткінський район)
Підго́рний (рос. Подгорный) — присілок у Воткінському районі Удмуртії, Росія.
Населення становить 12 осіб (2010, 24 у 2002).
Національний склад (2002):
- росіяни — 92 %

Урбаноніми:
- вулиці — Соснова